# Слюсарчук Василь Юхимович
Слюсарчук Василь Юхимович  (24 вересня 1946, Демчин - 18 лютого 2024) — український математик, член-кореспондент НАН України, лауреат Державної премії України в галузі науки і техніки.

## Кар'єра
Закінчив математичний факультет Чернівецького державного університету (1970), аспірантуру (1972). Кандидат фізико-математичних наук (1972), доктор фізико-математичних наук (1987), доцент (1980), професор (1989). Академік АН вищої школи України (з 1992, відділення математики), член-кореспондент НАН України (з 2015, відділення математики).
В 1973–1974 працював у Чернівецькому державному університеті, в 1974–1977 — в Новополоцькому політехнічному інституті. З 1977 працює в Українському інституті інженерів водного господарства (тепер Національний університет водного господарства та природокористування).

## Науковий доробок
В. Ю. Слюсарчук — фахівець у галузі диференціальних рівнянь і функціонального аналізу. Спростував гіпотезу Любича про диференційовне відображення, показав щільність множини нерозв’язних задач Коші у просторі всіх задач Коші у випадку нескінченновимірного банахового простору та щільність множини задач Коші з неєдиними розв’язками у множині всіх задач Коші у випадку банахового простору довільної розмірності.
Отримав загальні результати про збіжність числових рядів, окремими випадками яких є відповідні результати Лейбніца, Д’Аламбера, Гаусса, Коші, Абеля, Діріхле, Куммера, Єрмакова та інших математиків. Одержав диференціальну ознаку збіжності числових рядів та нову інтегральну ознаку збіжності рядів. Увів поняття істотно нестійких розв’язків еволюційних рівнянь і дослідив рівняння з істотно нестійкими розв’язками, одержав нові теореми про стійкість і нестійкість за лінійним наближенням розв’язків еволюційних рівнянь. Встановив необхідні й достатні умови оборотності лінійних неавтономних с-неперервних функціонально-диференціальних операторів, необхідні й достатні умови абсолютної стійкості динамічних систем з післядією; знайшов нові умови існування майже періодичних розв’язків нелінійних диференціальних, різницевих, диференціально-різницевих та функціональних рівнянь без використання H-класів цих рівнянь.
Опублікував понад 430 наукових та навчально-методичних праць, у тому числі 10 монографій із теорії стійкості динамічних систем, теорії функціональних і функціонально-диференціальних рівнянь, прикладного функціонального аналізу та теорії числових рядів.

## Нагороди
Лауреат Державної премії України в галузі науки і техніки (2008, Указ Президента України № 1121–2008). Заслужений працівник освіти України (2009, Указ Президента України № 789/2009). Нагороджений Подякою Президента України (2002), Грамотою Верховної Ради України (2015), знаками «Відмінник освіти України» (1996) і «За наукові досягнення» (2006) Міністерства освіти і науки України, Пам'ятною відзнакою на честь 100-річчя Національної академії наук України (2018, Президія НАН України). Також нагороджений медаллю імені М. В. Остроградського (Український математичний конгрес, 2001) і пам’ятною медаллю імені М. М. Боголюбова та дипломом (Український математичний конгрес, 2009). Лауреат Нагороди Ярослава Мудрого (2003, 2017, академічна нагорода АН вищої школи України).